# Zeuxoides helleri
Zeuxoides helleri är en kräftdjursart som beskrevs av Jürgen Sieg 1980. Zeuxoides helleri ingår i släktet Zeuxoides och familjen Tanaidae. Inga underarter finns listade i Catalogue of Life.